# Mike Barbieri
Pour les articles homonymes, voir Barbieri.
Pas d'image ? Cliquez ici

a Compétitions nationales et continentales officielles uniquement.

b Matchs officiels uniquement.
Michael Barbieri ou Mike Narbieri, est un joueur de rugby à XV, né le 7 juillet 1978 à Toronto (Canada). Il joue au poste de pilier. 

## Carrière
Mike Narbieri honore sa première sélection internationale le 10 juin 2006 avec l'équipe du Canada pour une défaite 11-41 contre l'Angleterre A. Il obtient un total de deux sélections.
Son frère Robert au même moment a opté pour l'équipe d'Italie.

## Statistiques internationale
- 2 sélections avec le Canada
- Sélections par année : 2 en 2006.
- Coupe du monde de rugby disputée : aucune.